# Вбиті камені

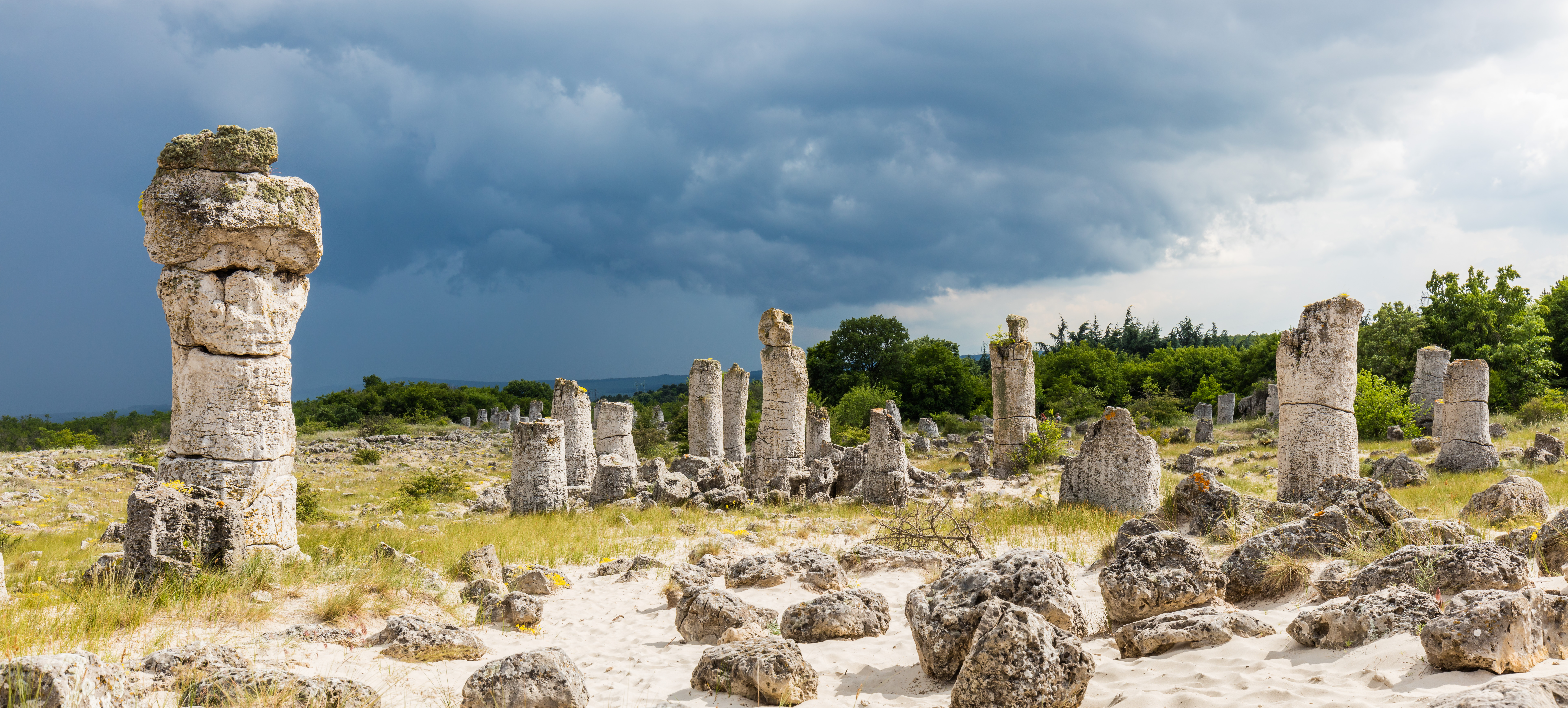

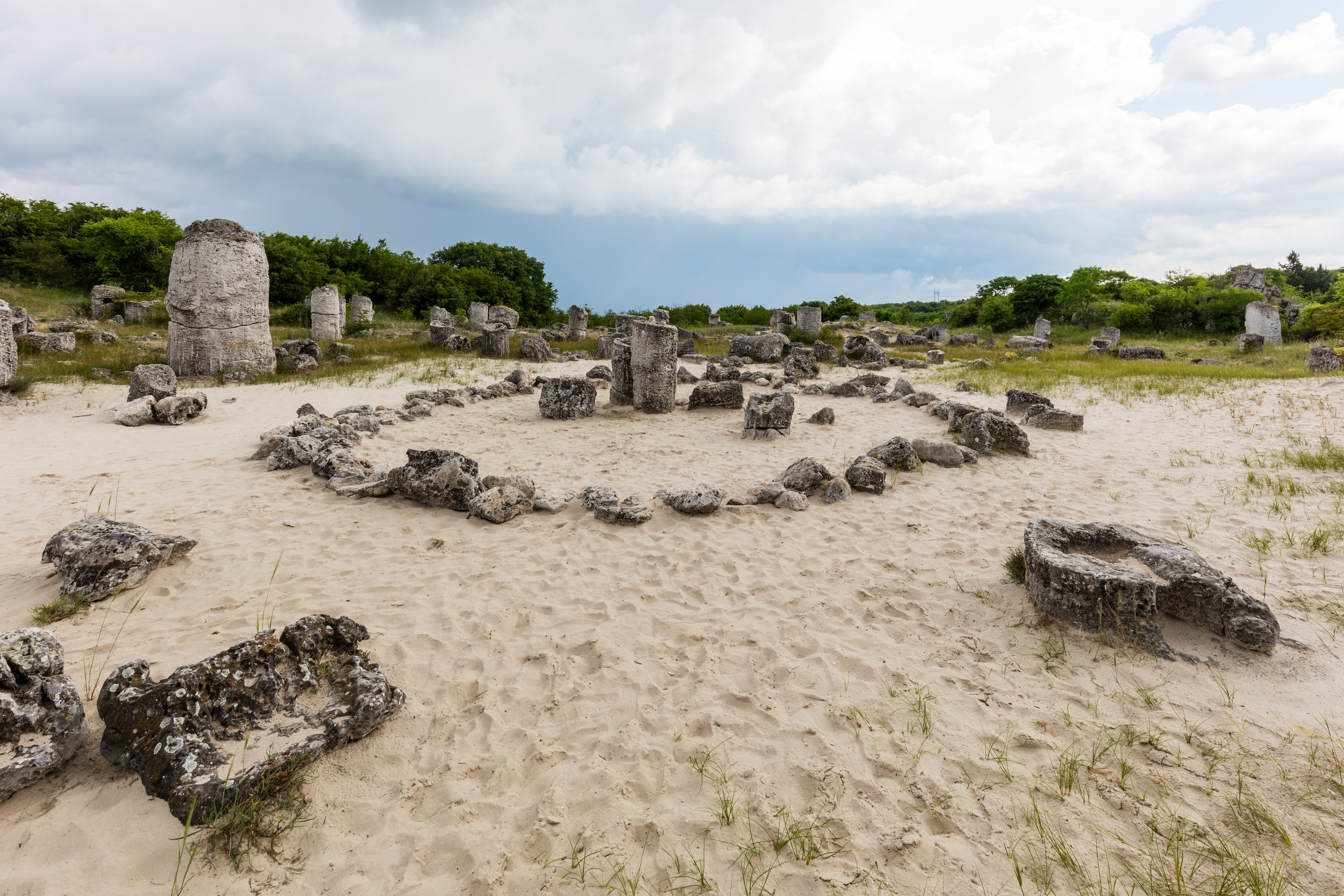

«Вбиті камені» (болг. Побити камъни; «Кам'яний ліс», «Ділікташ» від тур. dikili taş — вбитий камінь) — скельні утворення на сході Болгарії, розташовані в 18 км від Варни по обидва боки від дороги Варна—Софія поблизу сіл Слинчево, Баново, Страшимирово та міста Девня. Розподілені на великі і малі групи на площі 7 км.
Являють собою кам'яні колони висотою від 5 до 7 м (деякі до 10 м), товщиною від 0,3 до 3 м різного перетину. Колони не мають твердої підстави, окремі з них порожнисті і заповнені піском.
Існує кілька гіпотез їх походження, які можна об'єднати в дві основні групи — органічного та неорганічного походження. Перша з них пояснює походження Вбитих каменів скупченнями коралів і водоростей, друга пояснює їх призматичну форму завдяки вивітрюванню гірських порід — на зразок «Дороги Гігантів» в Північній Ірландії або утворенням піщано-вапнякових конкрецій. Щоб зберегти унікальний об'єкт, в 1937 році скелі були оголошені пам'ятником природи.

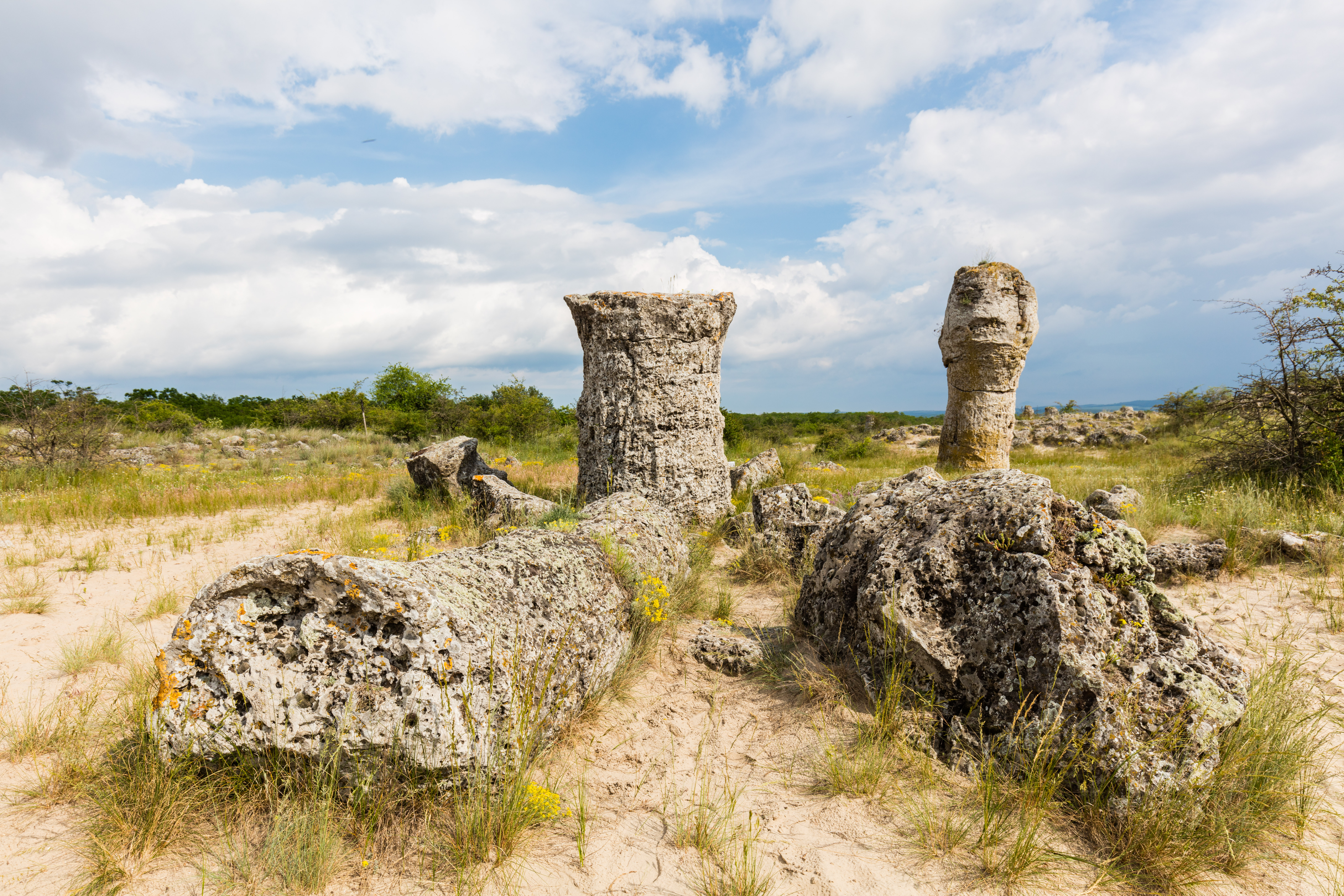
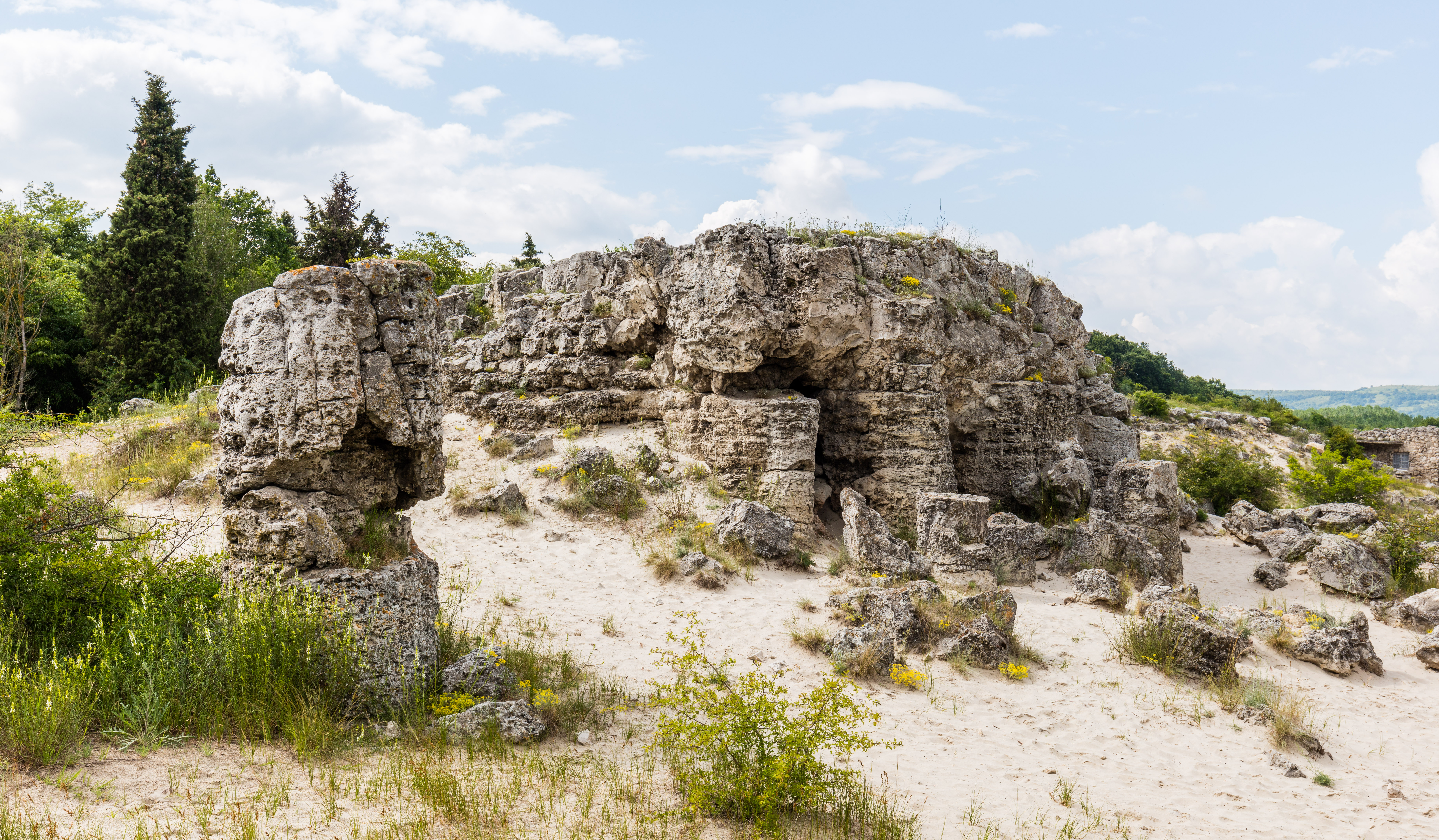
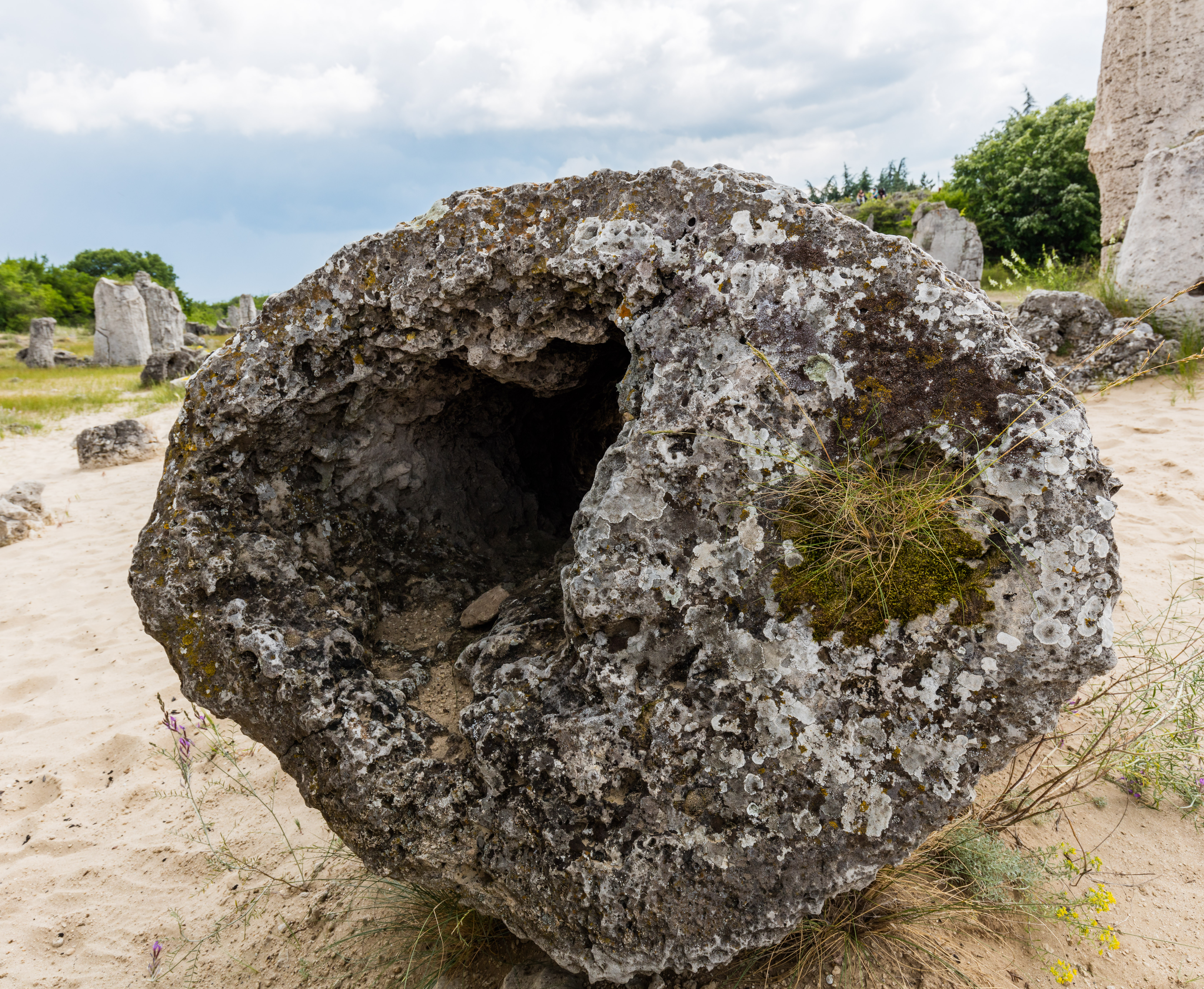
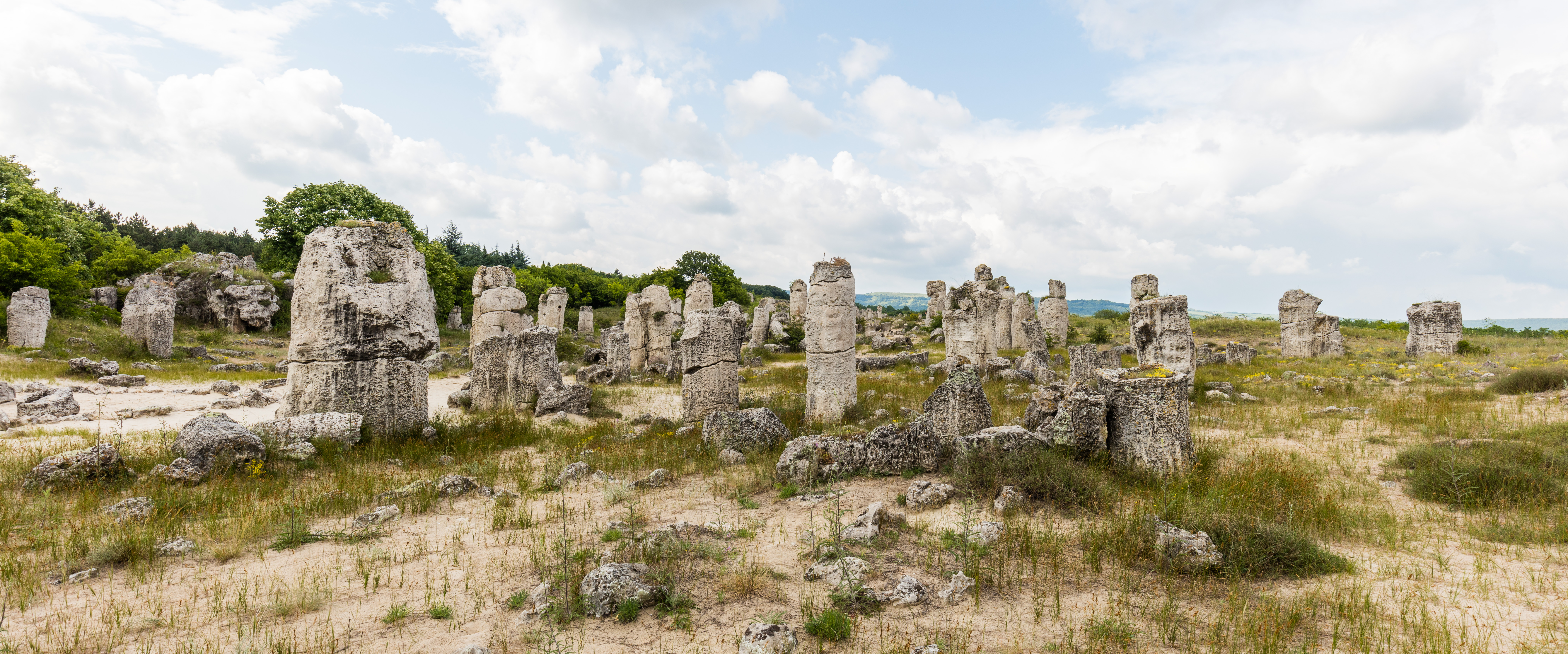
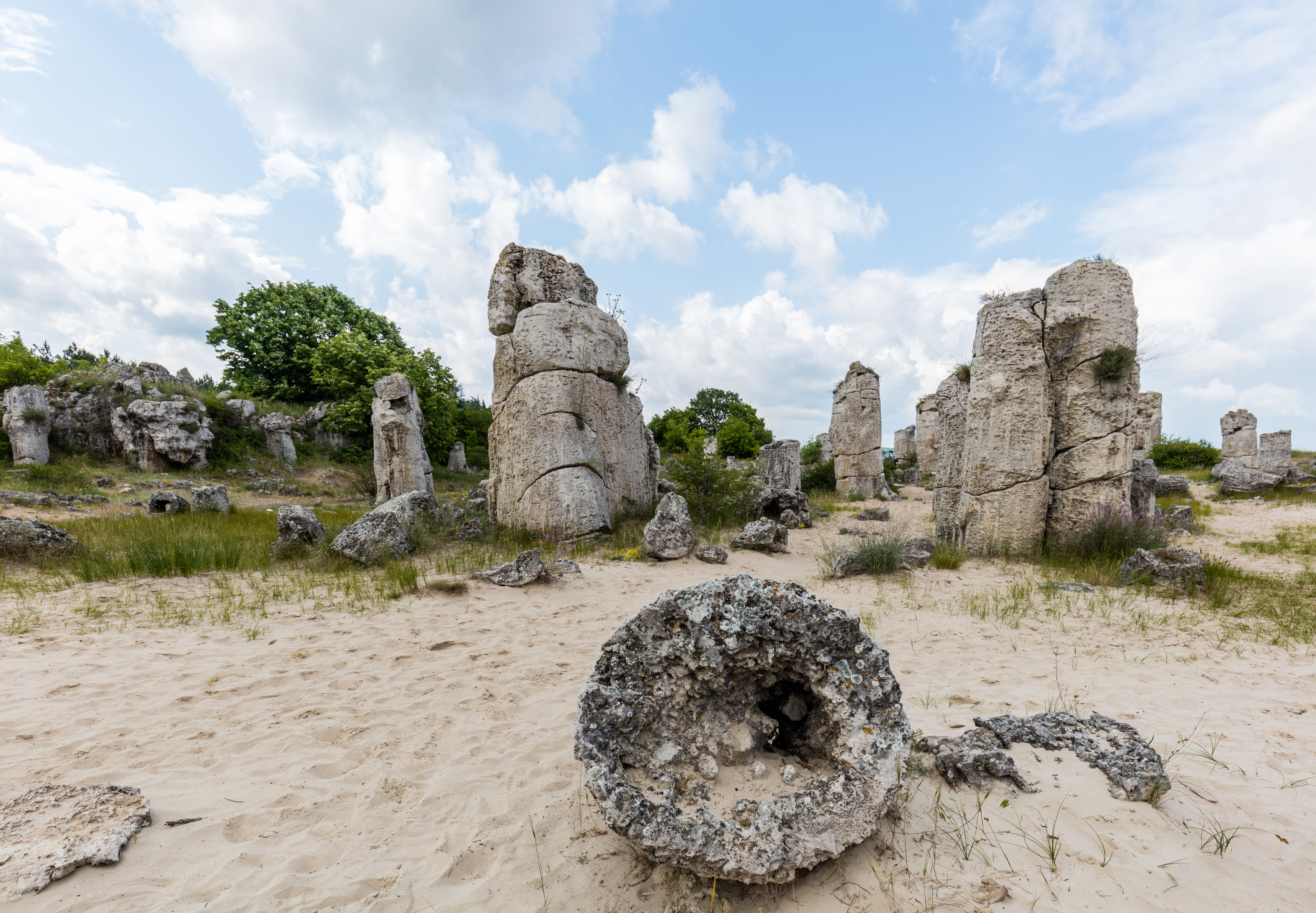
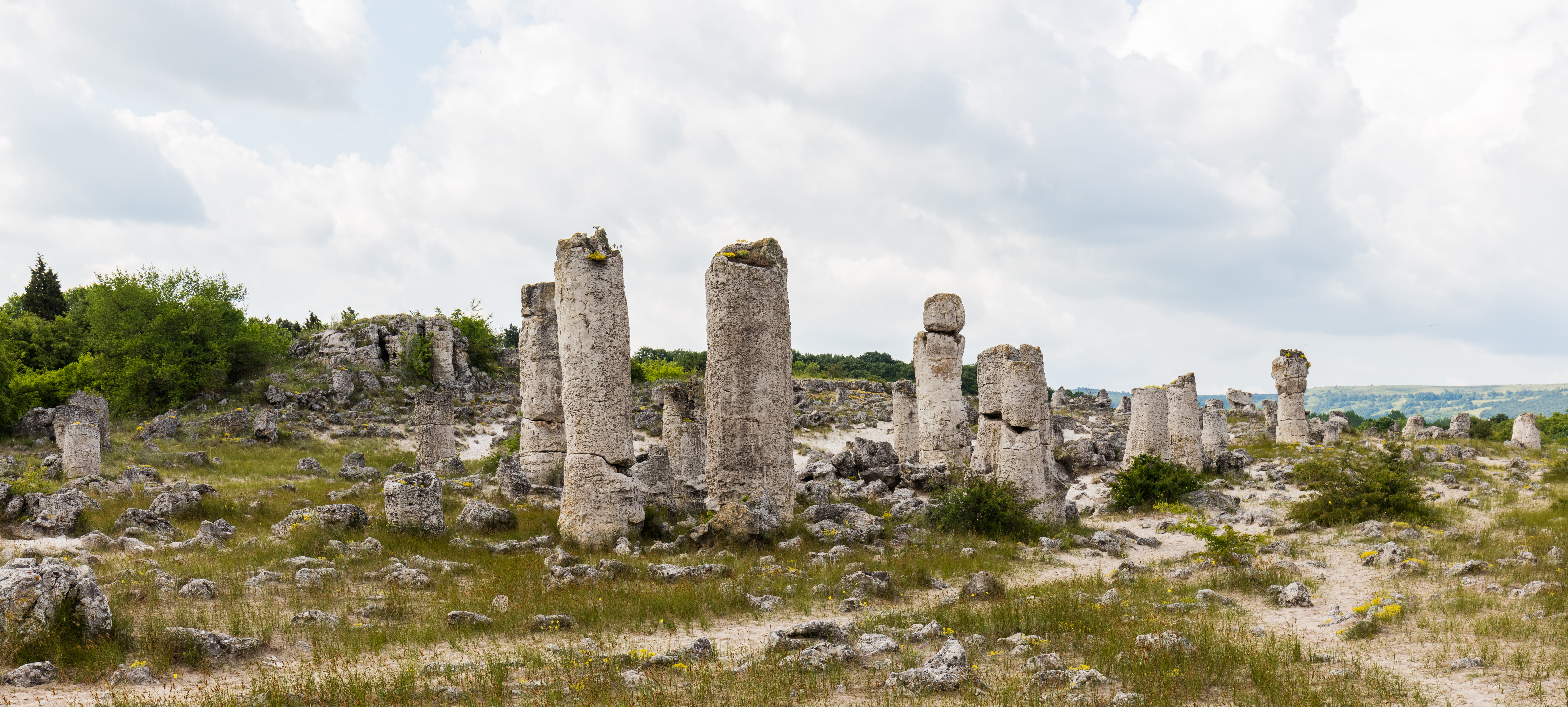